# Guillaume Mortier
Pas d'image ? Cliquez ici

a Compétitions nationales et continentales officielles uniquement.

b Matchs officiels uniquement.
Dernière mise à jour le 09/12/2022.
Guillaume Mortier, né le 24 août 1997, est un joueur franco-belge de rugby à XV qui évolue au poste de deuxième ligne. 

## Biographie
Guillaume Mortier naît à Toulon d'un père Belge (originaire de Tournai) et d'une mère française. Enfant, il préfère le cyclisme au rugby, sport qui l'« intimidait un peu ». Il finit néanmoins par jouer au rugby, et évolue dans les équipes jeunes du RC Toulon de 2013 à 2017, avant d'intégrer le centre de formation de Provence rugby. 
Pendant sa période en centre de formation, il devient international belge, décrochant sa première sélection en 2018 face à la Russie.
Après deux saisons dans le club provençal, il n'est pas conservé dans l'effectif professionnel. Il rejoint le Stade nantais en Fédérale 1, où il obtient un bon temps de jeu, avec 15 rencontres disputées. S'il souhaite s'inscrire dans la durée avec Nantes, où il « sent qu'il y a un projet de jeu qui tient la route, [qui] peut nous mener vers la Pro-D2 », il doit quitter le club au bout d'une saison, à la suite de la relégation du club en Fédérale 3. Il signe dans un nouveau club de Fédérale 1, le FC Oloron. Après un an où il n'a pas joué à cause de la pandémie de Covid-19, il rejoint l'US Marmande, souhaitant « retrouver un groupe pro, qui s’entraîne plus ».
Bien que promu en Nationale 2, il ne reste pas à Marmande. Il décide de s'engager pour deux saisons en faveur du RO Grasse, club de Fédérale 1, notamment pour se rapprocher de sa région d'origine. Il ne reste toutefois qu'une saison à Grasse, partant en 2023 au RC Tricastin.

## Statistiques

### En club
| 2019-2020 | Stade nantais | 15 | 5 |
| 2020-2021 | FC Oloron     | 0  | 0 |
| 2019-2021 | Total         | 15 | 5 |

### En sélection
| Année | Compétition   | Matchs | Points | Essais | Transf. | Drops | Pénal. |
| ----- | ------------- | ------ | ------ | ------ | ------- | ----- | ------ |
| 2018  | REC           | 2      | -      | -      | -       | -     | -      |
| 2019  | REC           | 2      | -      | -      | -       | -     | -      |
| 2020  | REC           | 1      | -      | -      | -       | -     | -      |
| 2021  | Test match    | 1      | -      | -      | -       | -     | -      |
| 2022  | Test match    | 1      | -      | -      | -       | -     | -      |
| 2022  | RET 2021-2022 | 2      | -      | -      | -       | -     | -      |
| 2023  | REC 2023      | 4      | -      | -      | -       | -     | -      |
| Total | Total         | 13     | -      | -      | -       | -     | -      |